# Burton Gillett
Pour les articles homonymes, voir Gillett.
Burton Gillett, parfois appelé simplement Burt Gillett, est un réalisateur et scénariste américain né le 15 octobre 1891 à Elmira (New York) et mort le 28 décembre 1971 à Los Angeles (Californie).

## Biographie
Il commence sa carrière aux J. R. Bray Studios à New York. Il est engagé comme réalisateur par Walt Disney en 1929 et occupe ce poste sur de nombreux films de Mickey Mouse jusqu'en 1934. Il fait partie des animateurs débauchés des studios newyorkais par Disney dans les années 1920 et 1930 comme Dick Huemer, Ben Sharpsteen, Ted Sears, George Stallings et Bill Tytla.
Fin 1934, il quitte les studios Disney et est embauché en 1935 aux Van Beuren Studios. Après son départ Ben Sharpsteen est nommé producteur sur de nombreux films dont la plupart des longs métrages.
Il revient aux studios Disney en 1936 et la réalisation du court métrage Moth and the Flame (1938) lui est alors confiée. Mais en octobre 1937, il quitte à nouveau les studios Disney.

## Filmographie

### Comme animateur
- 1929 : El Terrible Toreador

### Comme scénariste
- 1939 : A-Haunting We Will Go
- 1939 : The Sleeping Princess
- 1940 : Andy Panda Goes Fishing